# Снетков, Борис Васильевич
Бори́с Васи́льевич Сне́тков (27 февраля 1925, Саратов — 18 сентября 2006, Москва) — советский военачальник, генерал армии (1986). Главнокомандующий Группой Советских войск в Германии — Западной группой войск (1987—1990). Участник Великой Отечественной войны.

## Биография
Родился 27 февраля 1925 года в городе Саратове. Учился в школе № 2 города Пугачёва.

### Великая Отечественная война
В 1942 году призван в Красную Армию, сначала служил красноармейцем в артиллерийском полку Приволжского военного округа. Окончил 2-е Киевское артиллерийское училище в 1943 году (находившееся тогда в эвакуации в Саратовской области). В ноябре 1943 года младший лейтенант Снетков направлен на фронт Великой Отечественной войны командиром орудия СУ-152, командиром экипажа 9-го гвардейского самоходного артиллерийского полка в 38-й армии на 1-м Украинском фронте. С лета 1944 года воевал командиром взвода самоходных артиллерийских установок в 395-го гвардейского тяжёлого самоходного артиллерийского полка на 3-м Белорусском фронте, в конце войны командовал батареей САУ и был адъютантом командира этого полка САУ. Освобождал Украину и Восточную Пруссию, отличился в Житомирско-Бердичевской, Белорусской и Восточно-Прусской наступательных операциях.
Имеет на личном боевом счету несколько уничтоженных немецких танков, в том числе тяжёлые танки «Тигр», был несколько раз награждён:
- В одним из своих первых боёв 25 ноября 1943 года в районе западнее Рожев экипаж Снеткова уничтожил один тяжёлый танк «Тигр», а также два орудия (награждён орденом Красной Звезды)[3];
- 26 января 1944 года на шоссейной дороге Липовец-Росоша встретил танковую колонну противника (до 20-ти танков) и уничтожил три танка, первый из которых тяжёлый танк «Тигр» (награждён орденом Отечественной войны I степени)[4];
- за период боёв с 22 по 27 июня 1944 года в районе Богушевск экипаж Снеткова уничтожил одно самоходное орудие, два дзота, два противотанковых орудия (награждён вторым орденом Красной Звезды)[5];
- за период боёв 23-25 апреля 1945 года в районе Пиллау батарея Снеткова уничтожила одно самоходное орудие, 9 орудий, 8 дзотов, миномётную батарею, 15 пулемётных точек (награждён орденом Отечественной войны II степени)[6].

Летом 1945 года вместе с своим полком был переброшен на Дальний Восток и принимал участие в советско-японской войне в составе войск 1-го Дальневосточного фронта в должности помощника начальника штаба полка по разведке.

### Послевоенная служба
После войны продолжил службу в армии, занимал командные и штабные должности в Прибалтийском военном округе и в Киевском военном округе. В 1946—1950 годах — помощник начальника штаба полка по оперативной работе, затем направлен на учёбу в академию.
В 1953 году окончил Военную академию бронетанковых и механизированных войск Советской Армии имени И. В. Сталина. В 1953—1959 годах — начальник штаба полка. В 1959—1965 годах — начальник оперативного отделения штаба дивизии, командир танкового полка. В октябре 1965—1966 годах — начальник штаба дивизии.
В 1968 году окончил Военную академию Генерального штаба Вооруженных сил СССР имени К. Е. Ворошилова. В 1968—1971 годах — командир 17-й гвардейской танковой Криворожской Краснознамённой ордена Суворова дивизии Киевского военного округа. С мая 1971 года по август 1973 года — начальник штаба — первый заместитель командующего 3-й общевойсковой армией в Группы советских войск в Германии.
С 30 июля 1973 года по июль 1975 года — командующий 1-й гвардейской танковой Краснознаменной армией в составе Группы советских войск в Германии (штаб армии — Дрезден). С июля 1975 года по январь 1979 года — первый заместитель Главнокомандующего Группой советских войск в Германии.

### На старших должностях
С января 1979 года по октябрь 1981 года — командующий войсками Сибирского военного округа. С ноября 1981 года по ноябрь 1987 года — командующий войсками Ленинградского военного округа.
С 26 ноября 1987 года — Главнокомандующий Группой советских войск в Германии. Остался на посту Главнокомандующего после переименования Группы в июне 1989 года в Западную группу войск. Был одним из немногих военачальников, возражавших против спешного вывода советских войск из Германии. Был отстранён от должности в ноябре и снят с должности в декабре 1990 года.
По собственным словам Б. В. Снеткова, он был отстранён в связи с негативным отношением к планируемому выводу советских войск из Германии. (По другой версии — после бегства к американцам командира 244-го гвардейского мотострелкового полка с секретным изделием — зенитной ракетой «Стрела»).
Депутат Верховного Совета СССР 10-11-го созывов (1979—1989 годы). 26 марта 1989 баллотировался  в Народные депутаты СССР по Ивановскому национально-территориальному избирательному округу № 9. Но выборы были альтернативными, и вместо Б. В. Снеткова выбрали штурмана-исследователя, полковника В. С. Подзирука.  Член ВКП(б)/КПСС в 1945—1991 годах. Кандидат в члены ЦК КПСС в 1986—1990 годах.

### Последние годы
С января 1991 года — военный инспектор-советник Группы генеральных инспекторов Министерства обороны СССР. С мая 1992 года — в отставке. Жил в Москве.
Супруга — Снеткова Александра Ивановна (1930—2011).
Скончался 18 сентября 2006 года. Похоронен на Троекуровском кладбище Москвы.

## Высшие воинские звания
- 29 апреля 1970 года — генерал-майор танковых войск,
- 8 мая 1974 года — генерал-лейтенант танковых войск[13],
- 5 мая 1978 года — генерал-полковник,
- 7 мая 1986 года — генерал армии.

## Награды
- Орден Ленина
- Орден Октябрьской Революции
- 3 ордена Отечественной войны I степени (2.02.1944, 8.09.1945, 11.03.1985)
- Орден Отечественной войны II степени (6.05.1945)
- 2 ордена Красной Звезды (12.12.1943, 10.07.1944)
- Орден «За службу Родине в Вооружённых Силах СССР» III степени
- Медаль «За отвагу» (20.02.1945)
- Ряд других медалей СССР

Иностранные награды
- Орден Боевого Красного Знамени (Монголия)
- Орден «За боевые заслуги» (Монголия, 30.04.1977)
- Медаль «50 лет Монгольской Народной Армии» (Монголия, 1971)
- Медаль «60 лет Монгольской Народной Армии» (Монголия, 1985)
- Медаль «30 лет Победы над фашистской Германией» (Болгария, 1975)
- Медаль «40 лет Социалистической Болгарии» (Болгария, 1985)
- Медаль «40 лет Победы над гитлеровским фашизмом» (Болгария, 1985)
- Медаль «40 лет освобождения Чехословакии Советской Армией» (ЧССР, 1985)
- Медаль «30-я годовщина Революционных Вооруженных сил Кубы» (Куба, 1986)

## Оценки и мнения
Б. В. Снетков о СУ-152:

На войне все просто, но самое простое в высшей степени трудно. Обстановка действительно учила и закаляла. Учились видеть поле боя. С закрытым люком воевать неудобно. Экипаж приходил новый, сам обучал, тренировал. Особое внимание — работе заряжающего. Полк был вооружён тяжёлыми самоходными установками СУ-152. СУ-152 называли «зверобоем», так как она была очень эффективным средством борьбы с немецкими танками «тигр», «пантера». Её снаряды не только проламывали броню вражеских танков, но нередко срывали с них башни, разбивали и опрокидывали средние танки. …
Огонь с дистанции 1.500 метров и ближе уничтожал любой танк противника. Позже в академии я вычитал, что немцы нас называли «открывателями консервных банок». Проходимость, броневая защита, подвижность и постоянная готовность к открытию огня позволяли самоходным установкам сопровождать танки, пехоту и оказывать им постоянную и эффективную поддержку мощным огнём. При отражении атак противника были эффективны действия попарно: один ведёт огонь по танкам противника, второй следит из-за укрытия за манёвром техники немцев и огнём обеспечивает действия первого СУ-152. Применение самоходных установок в качестве неподвижных орудий на переднем крае бессмысленно.